# Šćitarjevo
Šćitarjevo (latinul: Andautonia) falu Horvátországban Zágráb megyében. Közigazgatásilag Velika Goricához tartozik.

## Fekvése
Zágráb központjától 12 km-re délkeletre, községközpontjától 7 km-re északkeletre, a Túrmező síkságának északi peremén a Száva jobb partján fekszik.

## Története
A Száva termékeny völgye már kezdetektől fogva kedvező feltételeket teremtett az emberi megtelepedéshez. A régészeti leletek tanúsága szerint ez a terület már az újkőkorszak, az i. e. 6. évezred óta lényegében folyamatosan lakott volt. A rómaiak előtt illírek és kelták lakták e területet. A római civilizáció megjelenése nagy változást hozott a vidék életében. Itt vezetett át a Száván a Sisciából Poetovioba vezető fontos Száva menti út, valamint a közelben haladt a Sisciából Emonába tartó útvonal is. Ezen utak mentén az 1. században építették fel a rómaiak a mai Šćitarjevo helyén Andautonia városát, mely egészen a 4. századig a Medvednica hegységtől a Vukomerići dombokig, illetve a Zelina folyótól a Szamobori hegyekig terjedő régió közigazgatási központja volt. A város nevét az illírek andauton törzséről kapta és Pannonia Superior tartományhoz tartozott. A fellelt írásos emlékek szerint Andautonia „municipium” volt és a Republica Andautoniesium címet viselte, amely független igazgatást biztosított a számára. Rangját a legtöbb horvátországi római városhoz hasonlóan már az 1. század folyamán megszerezte, melyet bizonyít tribusa is, a tribus Quirina, amelybe mindazon helységek tartoztak, melyek városi rangjukat a Flaviusoknak köszönhették. A feliratok közül, amelyeken neve előfordul, egy Petrovinában, egy Šćitarjevóban egy pedig Stenjevecben került napfényre. A korabeli dokumentumok közül Ptolemaeus "Itinerarium" című munkájában Andautonion néven a Dunától félreeső helységek között említi, eszerint szerint azon útvonalon feküdt, mely Sisciát (Sziszek) Poetovióval (Ptuj) kötötte össze. Az Itinerarium szerint Andautonia 27 római mérföldre feküdt Sisciától, amely megfelel a feltárt maradványok helyének. A város a 4. század végén, vagy az 5. század elején pusztult el és többé nem építették újjá.
A régészeti feltárásokat egy nemesember Ivan Bojničić kezdte meg 1880-ban a mai Szent Márton-plébániatemplomtól északra a Gradišće nevű helyen. A munka előrehaladtával egymás után bukkantak elő a római város épületeinek falai. Az ősi város két része került napvilágra, az északi részt Gradišćének, a déli Savišćének nevezték el. Az ásatásokat 1969-től a zágrábi archeológiai múzeum és a túrmezei múzeum folytatta tovább, melyek 1981-től a plébánia kertjében is folytatódtak. Ezek során lényegében tisztázódott a római település szerkezete, amely észak-déli irányban mintegy 1000 méterre, kelet–nyugati irányban mintegy 400 méterre terjedt ki. Feltárták az úthálózatot, az utak mentén épült hivatali, szakrális és lakóépületeket, a közfürdőt fűtőrendszerével együtt, a vízvezetékhálózatot és a csatornákat. Előkerültek a házak falfestményei a mozaikok és az épületek márvány elemei is. Sok használati eszköz is előkerült, kerámiák, üvegtárgyak, bronz ékszerek és római pénz. A temető a közfürdő közelében feküdt. Az ásatás eredményeit bemutató régészeti park 1994-óta látogatható. Legnevezetesebb régészeti emlékei az a három emlékkő, melyek Petrovinában, Šćitarjevóban és Stenjevecben kerültek elő és amelyeket Funisulanus Vettonianusnak, Trajanus Deciusnak és Herennia Etruscillának állítottak a város polgárai. A negyedik kőemlék Óbudán került a napvilágra, ez egy Andauotniából származó lovaskatona síremléke, akit a sírkő a felirat felett domborműben is megörökít.
A falunak 1857-ben 177, 1910-ben 267 lakosa volt. Trianon előtt Zágráb vármegye Nagygoricai járásához tartozott. 2001-ben 442 lakosa volt.

## Lakosság

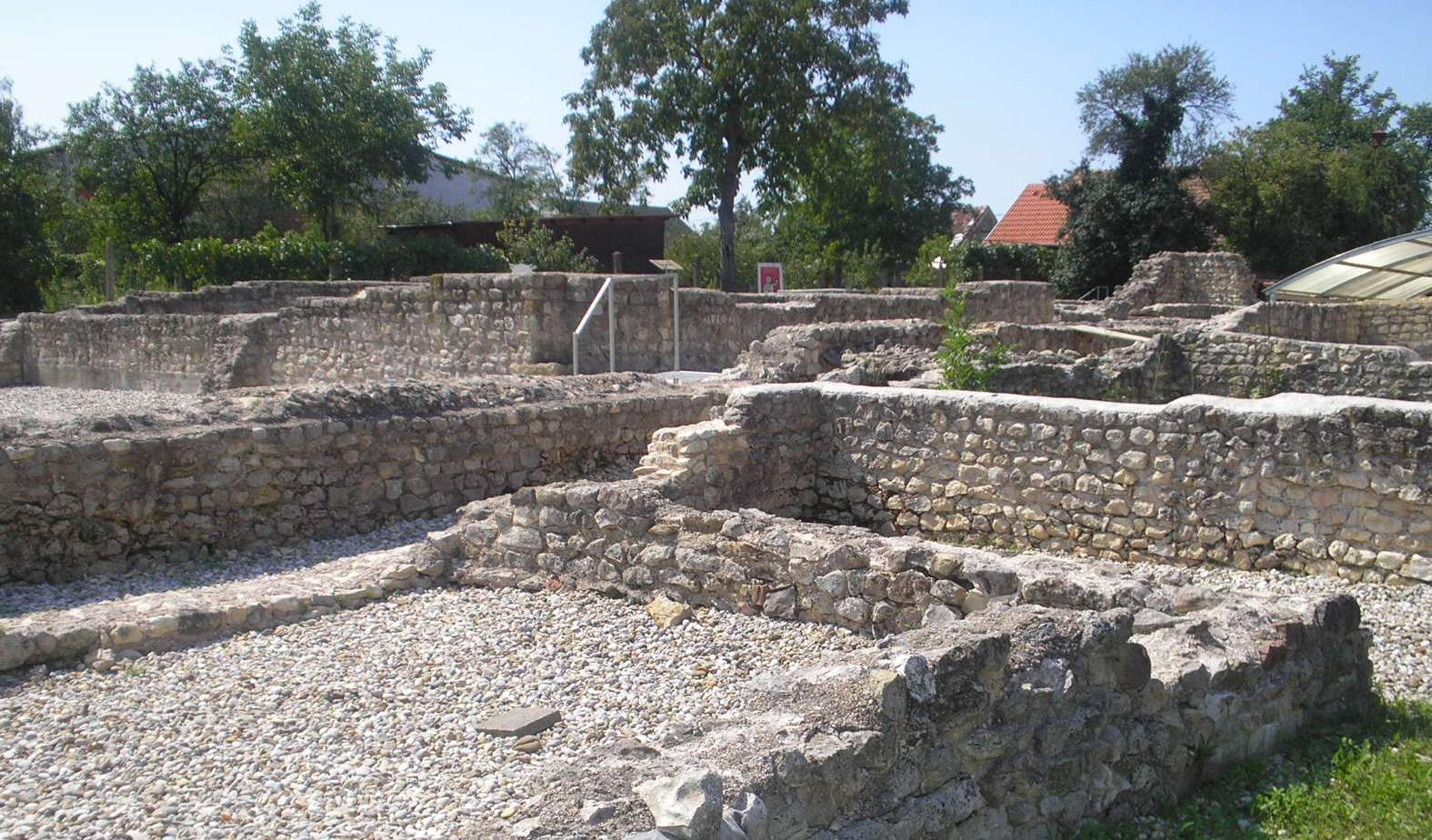
Andautonia romjai

| Lakosság változása | Lakosság változása | Lakosság változása | Lakosság változása | Lakosság változása | Lakosság változása | Lakosság változása | Lakosság változása | Lakosság változása | Lakosság változása | Lakosság változása | Lakosság változása | Lakosság változása | Lakosság változása | Lakosság változása |
| ------------------ | ------------------ | ------------------ | ------------------ | ------------------ | ------------------ | ------------------ | ------------------ | ------------------ | ------------------ | ------------------ | ------------------ | ------------------ | ------------------ | ------------------ |
| 1857               | 1869               | 1880               | 1890               | 1900               | 1910               | 1921               | 1931               | 1948               | 1953               | 1961               | 1971               | 1981               | 1991               | 2001               |
| 177                | 149                | 183                | 201                | 258                | 267                | 267                | 294                | 310                | 307                | 288                | 302                | 307                | 307                | 442                |

## Nevezetességei
- Az Andautonia régészeti park a település északi részén, a plébániatemplomtól északra található, 1994 óta látogatható. A feltárt terület észak–déli irányban mintegy 1000 méterre, kelet–nyugati irányban mintegy 400 méterre terjed ki, melynek egy része látható. Az utak kövezettek, árkádokkal határoltak. A főút északi oldalán láthatók a közfürdő maradványai a medencékkel, a vezetékek csöveivel és a központi fűtési rendszerrel. A főút nyugati oldalán két nagyméretű épületet tártak fel a freskók a mozaikpadló, a küszöbök és a központi fűtés maradványaival. Ezek nyilvánvalóan fényűző paloták voltak. Előkerültek, kerámiák, üvegtárgyak, bronz ékszerek és római pénz is. A tárgyi emlékek egy módosabb római város képét vetítik elénk.

- Szent Márton püspök tiszteletére szentelt plébániatemploma[3] a falu közepén, egy enyhe dombon található, nem messze a római középületek maradványaitól. A templom 1642-ben épült, 1758 és 1768 között felújították és bővítették. Egyhajós, barokk épület, szűkített háromoldalú apszissal záródó szentéllyel, a főhomlokzaton téglalap alakú harangtoronnyal. Azokbó a téglákból és kövekből épült, amelyek a római romokhoz tartoztak. A templom körül falazott cinterem húzódik. Belseje csehsüveg boltozattal boltozott, polikróm kerámia burkolatú. A templomot 1880-ban egy földrengés rongálta meg, majd Hermann Bollé vezetésével historikus stílusban restaurálták. Az értékes berendezés (oltárok, szószék, orgona, liturgikus felszerelés stb.) a 17. és 20. század közötti időszakból származik. Északnyugat-Horvátország egyik legértékesebb barokk szakrális épülete.

- A Fájdalmas Krisztus utikápolna[4] Šćitarjevo déli részén, egy útelágazásnál található. Feltételezések szerint az 1880-as földrengés után épült neoromán stílusban. Krisztus polikróm kőszobrát egy ismeretlen helyi mester készítette a 17. század elején. Ez a nagygoricai térség egyik legfontosabb hasonló építménye, kulturális, történelmi, építészeti és tájképi értékkel bír.